# (5351) Diderot
(5351) Diderot (1989 SG5) – planetoida z grupy pasa głównego asteroid okrążająca Słońce w ciągu 3,78 lat w średniej odległości 2,43 j.a. Odkryta 26 września 1989 roku.